# Kisses (Nederlandse band)
Kisses was een Nederlandse meidengroep, bestaande uit Kymora Henar, Sterre Koning (Zutphen, 23 januari 2003) en Stefania Liberakakis (Utrecht, 17 december 2002).

## Geschiedenis
Kisses is bekend geworden door deelname aan het Junior Songfestival 2016. Ze mochten Nederland vertegenwoordigen op het Junior Eurovisiesongfestival op Malta met hun nummer Kisses and Dancin. Kisses werd achtste met 174 punten.
In 2017 waren de meisjes van Kisses presentatrices van de auditieronden van het Junior Songfestival.

### Individuele carrières
Sterre Koning werd daarna bekend bij het grote publiek als youtuber, actrice en model. Ze heeft haar eigen kanaal en maakt ook video's in opdracht voor onder andere tijdschrift Tina, Glitch en Yours Today (van NIKKIE). In 2017 en 2018 trad ze ónder meer op als solozangeres op het Tinafestival en bij Serious Request in Apeldoorn. Als 'social influencer' en zangeres is ze ook actief op Instagram en is ze regelmatig te gast op rode lopers. In 2018 kwam ze opnieuw in beeld door haar deelname aan The Voice Kids, waar ze het tot de halve finale bracht. In 2018 kwam haar eerste single uit (I Wanna know) en begon ze een eigen kledinglijn in samenwerking met De Bijenkorf. In 2019 was ze te zien in de serie Brugklas en het modeprogramma Hip voor Nop.
Ook Stefania Liberakakis nam een eigen single op. De video "Stupid Reasons" werd opgenomen in het Groninger Museum. Ook zij had een gastrol in de serie Brugklas. Ze werd geselecteerd voor het Eurovisiesongfestival 2020 namens Griekenland met het lied SUPERG!RL, welk evenement echter werd afgelast door de Coronapandemie. Stefania werd in 2021 opnieuw geselecteerd om Griekenland te vertegenwoordigen op het Eurovisiesongfestival 2021 met het lied 'Last Dance'. Zij eindigde met dit lied met 170 punten op de tiende plaats.

## Discografie

### Singles
| Single met eventuele hitnotering(en) in de Nederlandse Top 40 | Datum van verschijnen | Datum van binnenkomst | Hoogste positie | Aantal weken | Opmerkingen                                 |
| ------------------------------------------------------------- | --------------------- | --------------------- | --------------- | ------------ | ------------------------------------------- |
| Kisses and Dancin’                                            | 2016                  | -                     |                 |              | Inzending Junior Eurovisiesongfestival 2016 |

2003: Roel ·
2004: Klaartje & Nicky ·
2005: Tess ·
2006: Kimberly ·
2007: Lisa, Amy & Shelley ·
2008: Marissa ·
2009: Ralf ·
2010: Anna & Senna ·
2011: Rachel ·
2012: Femke ·
2013: Mylène & Rosanne ·
2014: Julia ·
2015: Shalisa ·
2016: Kisses ·
2017: FOURCE ·
2018: Max & Anne ·
2019: Matheu ·
2020: UNITY ·
2021: Ayana ·
2022: Luna Sabella ·
2023: Sep & Jasmijn ·
2024: Stay Tuned